# Stanislav Havlíček
Stanislav Havlíček (* 1. ledna 1973, Plzeň) je český farmaceut a účastník misí Lékařů bez hranic, v letech 2007–2011 prezident a v 2011–2012 viceprezident České lékárnické komory, jejíhož představenstva je dosud členem. 
V roce 2011 zastával funkci viceprezidenta Svazu lékárníků Evropské unie (PGEU). Je členem České farmaceutické společnosti (ČFS), jejíhož výboru je od roku 2022 členem, v období 2019 - 2022 byl v ČFS členem výboru Sekce přírodních léčiv. 

## Život
Vystudoval magisterský obor farmacie na Farmaceutické fakultě Univerzity Karlovy v Hradci Králové (promoval v roce 1996). Na stejné fakultě obhájil v roce 2009 rigorózní práci v oboru Klinická a sociální farmacie a získal titul doktor farmacie.
Po promoci pracoval pro farmaceutickou firmu KRKA a následně jako lékárník asistent ve veřejné lékárně v Přešticích a nemocniční lékárně ve Stodu. 

### Spolupráce s Lékaři bez hranic
Cílem misí Lékařů bez hranic je pomáhat přímo na místě, přinést z nich svědectví a pracovat ideálně tak, aby tam jejich účastníci už nemuseli být.
V roce 2016 vyjel Havlíček do Jižního Súdánu na svou první půlroční misi s mezinárodní humanitární a zdravotnickou organizací Lékaři bez hranic. Na své druhé misi vedl v Bangladéši lékárnu pro uprchlický tábor v projektu zaměřeném na pomoc Rohingům. Třetí mise jej zavedla v roce 2019 do Jemenu, do lékárny v traumacentru v přístavu Mocha. Do Jemenu se ještě jednou v roce 2020 vrátil, částečně znovu do Mocha a navíc ještě do covid nemocnice ve městě Aden. Následovala ještě jedna krátká mise v období covidových restrikcí, od března do května 2021 byl jedním z koordinátorů lékárenského zásobování pro okupovaná území Palestiny. V únoru 2023 dokončil misi v Etiopii. Na jaře 2024 pracoval v Rafahu v Pásmu Gazy, postiženém izraelskou blokádou a ohrožovaném hladomorem.
Od ledna do března 2025 byl na misi v nemocnici Ameth Bek ve speciální správní oblasti Abyei, která je předmětem sporu mezi Súdánem a Jižním Súdánem.

## Dílo
- Syn buvola – V Agoku s Lékaři bez hranic, Nakladatelství Paseka, Praha 2019, ISBN 978-80-743-2973-9, text zpracoval Český rozhlas PLUS do podoby radioknihy.
- Hlas větru, Nakladatelství BWT Books, Praha 2021, ISBN 978-80-908150-1-8
- Lékárníci mění svět, Česká lékárnická komora, Praha 2021, ISBN 978-80-11-00024-0
- Káva z Mocha, Nakladatelství BWT Books, Praha 2022, ISBN 978-80-908150-4-9
- Nebe plné draků, Nakladatelství BWT Books, Praha 2024, ISBN 978-80-909298-4-5

## Ocenění
Kniha Hlas větru byla vyhlášena Cestopisem roku 2021 a získala Cenu Hanzelky a Zikmunda.